# Röd tigerfink
Röd tigerfink (Amandava amandava) är en asiatisk fågel i familjen astrilder inom ordningen tättingar.

## Utseende och läten
Röd tigerfink är en mycket liten finkliknande fågel, endast tio centimeter lång. Hanen i häckningsdräkt är karakteristisk med sin djupröda fjäderdräkt översållad av vita fläckar. Honan och hanen utanför häckningstid är brunfärgade med röd näbb, röd övergump och övre stjärttäckare och vita spetsar på den mörka vingens tertialer. Lätet är ett ljust "tsee tsee".

## Utbredning och systematik
Röd tigerfink delas in i tre underarter med följande utbredning:
- Amandava amandava amandava – förekommer från Pakistans lågländer till Indien, Bangladesh och södra Nepal
- Amandava amandava flavidiventris – förekommer från sydvästra Kina (Yunnan) till Myanmar, Malackahalvön och Små Sundaöarna
- Amandava amandava punicea – förekommer i sydöstra Kina, sydöstra Thailand, Kambodja, Vietnam, Java och Bali

Fågeln har därutöver etablerat livskraftiga populationer med ursprung från burfåglar i en lång rad länder: Italien, Portugal och Spanien i Europa; Bahrain, Egypten, Israel, Iran och Saudiarabien i Mellanöstern; Egypten i Afrika; Malaysia, Brunei och Japan i Asien; USA, Mexiko, Puerto Rico, Martinique och Guadeloupe i Amerika samt i Vanuatu och på ön La Réunion.. Ursprunget till dess förekomst i Laos och Sri Lanka är oklart.

## Levnadssätt
Röd tigerfink återfinns i högvuxen fuktig gräsmark och i vassbälten, men även i buskmarker och trädgårdar. Den är lätt att komma nära när den födosöker i mycket aktiva grupper på jakt efter frön, ofta med andra fröätare. Fågeln häckar lågt i växtlighet.

### Släktestillhörighet
Den placeras av vissa auktoriter som enda art i släktet Amandava, medan andra auktoriteter även placerar arterna grön tigerfink och guldbröstad tigerfink i släktet.

## Status och hot
Arten har ett stort utbredningsområde och en stor population med stabil utveckling som inte tros vara utsatt för något substantiellt hot. Utifrån dessa kriterier kategoriserar internationella naturvårdsunionen IUCN arten som livskraftig (LC). Världspopulationen har inte uppskattats men den beskrivs som vanlig eller lokalt vanlig.

## Bilder

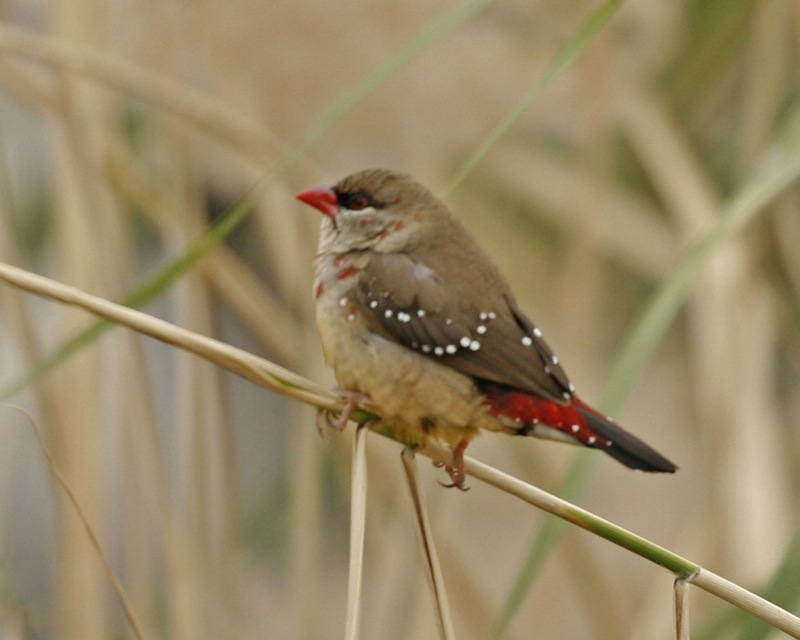
Subadult hane.
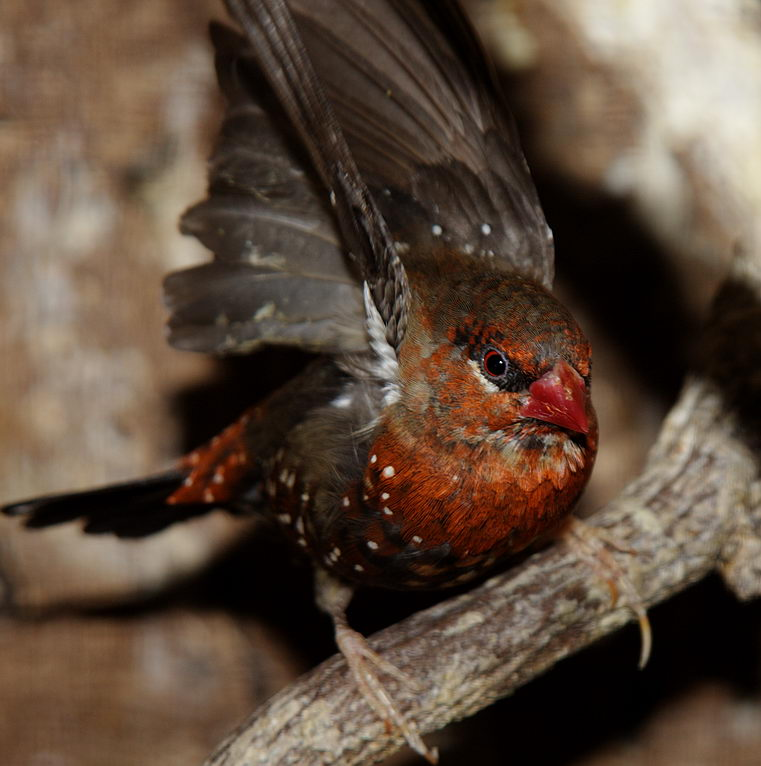
Adult hane.
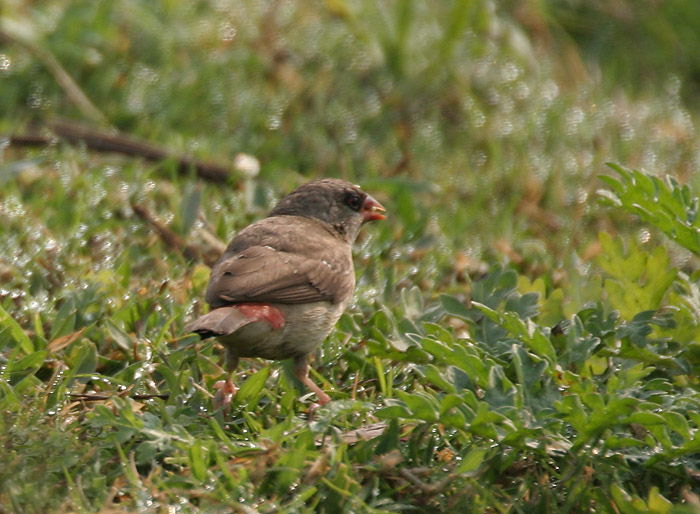
Adult hona
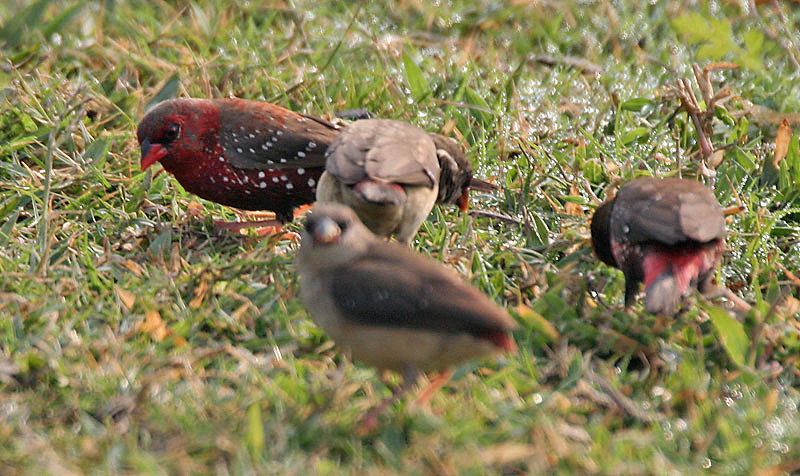
Flock
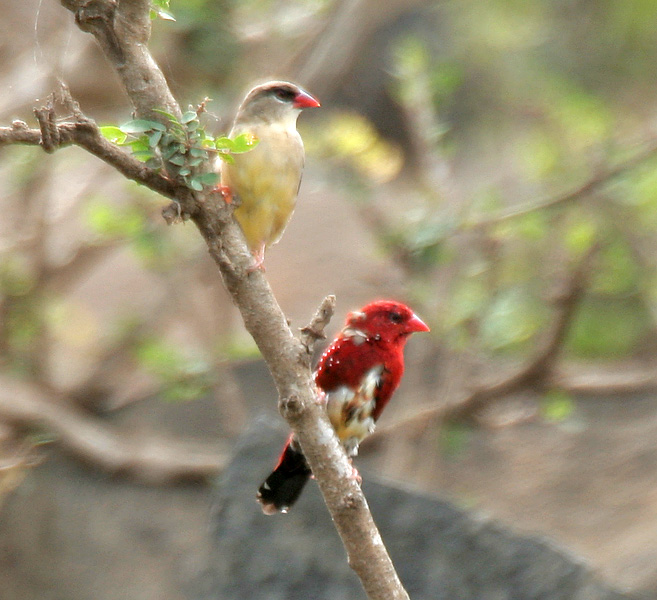
Ett par.
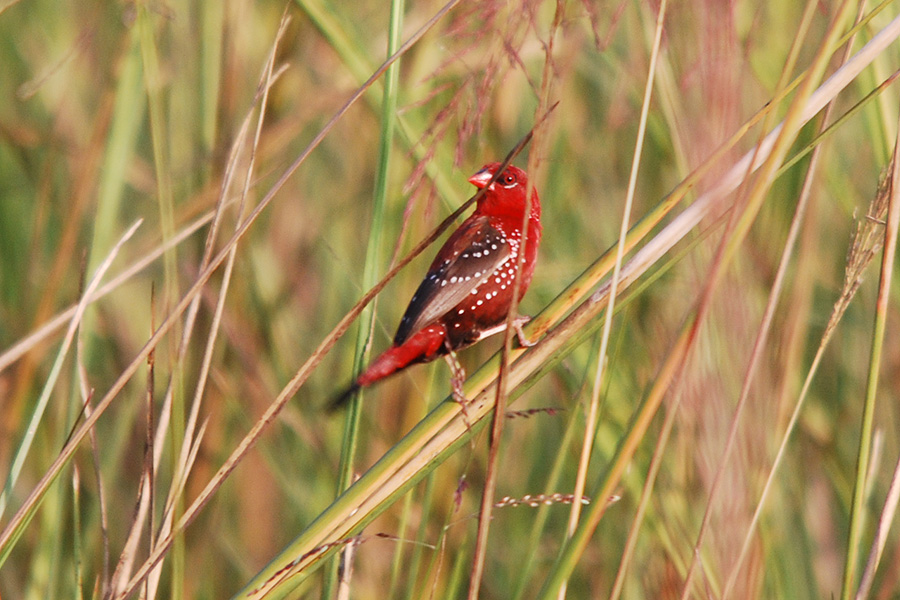
Adult hane